# Ctenosaura macrolopha
Espèce
Synonymes
- Ctenosaura hemilopha macrolopha Smith, 1972

Ctenosaura macrolopha est une espèce de sauriens de la famille des Iguanidae.

## Répartition
Cette espèce est endémique du Mexique. Elle se rencontre au Sonora, au Sinaloa et dans l'ouest du Chihuahua.

## Publication originale
- Smith, 1972 : The sonoran subspecies of the lizard Ctenosaura hemilopha. Great Basin Naturalist, vol. 32, no 2, p. 104-111 (texte intégral).